# Louvaines
Louvaines és un municipi francès situat al departament de Maine i Loira i a la regió de País del Loira. L'any 2007 tenia 541 habitants.

## Demografia

### Població
El 2007 la població de fet de Louvaines era de 541 persones. Hi havia 180 famílies de les quals 24 eren unipersonals (8 homes vivint sols i 16 dones vivint soles), 56 parelles sense fills, 84 parelles amb fills i 16 famílies monoparentals amb fills.
La població ha evolucionat segons el següent gràfic:
Habitants censats

### Habitatges
El 2007 hi havia 209 habitatges, 184 eren l'habitatge principal de la família, 11 eren segones residències i 14 estaven desocupats. 204 eren cases i 5 eren apartaments. Dels 184 habitatges principals, 149 estaven ocupats pels seus propietaris, 34 estaven llogats i ocupats pels llogaters i 1 estava cedit a títol gratuït; 2 tenien una cambra, 1 en tenia dues, 19 en tenien tres, 53 en tenien quatre i 109 en tenien cinc o més. 139 habitatges disposaven pel capbaix d'una plaça de pàrquing. A 61 habitatges hi havia un automòbil i a 116 n'hi havia dos o més.

### Piràmide de població
La piràmide de població per edats i sexe el 2009 era:
| Homes | Edats   | Dones |
| ----- | ------- | ----- |
| 0     | 95 o +  | 0     |
| 0     | 90 a 94 | 0     |
| 3     | 85 a 89 | 2     |
| 3     | 80 a 84 | 1     |
| 6     | 75 a 79 | 10    |
| 6     | 70 a 74 | 9     |
| 9     | 65 a 69 | 13    |
| 6     | 60 a 64 | 8     |
| 8     | 55 a 59 | 4     |
| 12    | 50 a 54 | 9     |
| 25    | 45 a 49 | 17    |
| 16    | 40 a 44 | 15    |
| 14    | 35 a 39 | 15    |
| 19    | 30 a 34 | 15    |
| 22    | 25 a 29 | 13    |
| 6     | 20 a 24 | 6     |
| 20    | 15 a 19 | 19    |
| 17    | 10 a 14 | 10    |
| 24    | 5 a 9   | 22    |
| 24    | 0 a 4   | 14    |

## Economia
El 2007 la població en edat de treballar era de 341 persones, 277 eren actives i 64 eren inactives. De les 277 persones actives 264 estaven ocupades (145 homes i 119 dones) i 13 estaven aturades (6 homes i 7 dones). De les 64 persones inactives 20 estaven jubilades, 30 estaven estudiant i 14 estaven classificades com a «altres inactius».

### Ingressos
El 2009 a Louvaines hi havia 186 unitats fiscals que integraven 529 persones, la mediana anual d'ingressos fiscals per persona era de 17.857 €.

### Activitats econòmiques
Dels 8 establiments que hi havia el 2007, 1 era d'una empresa de fabricació d'altres productes industrials, 3 d'empreses de construcció, 1 d'una empresa de serveis, 1 d'una entitat de l'administració pública i 2 d'empreses classificades com a «altres activitats de serveis».
Dels 4 establiments de servei als particulars que hi havia el 2009, 1 era un guixaire pintor, 2 lampisteries i 1 saló de bellesa.
L'any 2000 a Louvaines hi havia 29 explotacions agrícoles que ocupaven un total de 1.054 hectàrees.

## Equipaments sanitaris i escolars
El 2009 hi havia una escola elemental.

## Poblacions més properes
El següent diagrama mostra les poblacions més properes.